# Ануфриев, Александр Сергеевич (художник)
Александр Сергеевич Ануфриев (2 августа 1940, Москва — 17 октября 2024, Вашингтон) — советский украинский художник, один из создателей одесской школы неофициального искусства.

## Биография
Родился 2 августа 1940 года в Москве.
В 1957 году окончил Московскую Специальную Детскую Художественную школу (в Лаврушенском переулке). С 1959 по 1963 год учился в Одесском художественном училище им. М. Б. Грекова.
С 1964 года участвовал в неофициальных выставках в Одессе, Москве, Ленинграде, выставлялся за границей.
Александр Ануфриев стал одним из зачинателей неофициального искусства Одессы. Квартира Александра и Маргариты Ануфриевых была местом проведения одной из первых «квартирных» выставок Одессы, а сами Александр и его жена Маргарита были душой нонконформистского движения в городе.
Акция Александра Ануфриева и москвича Чернышева на Красной площади в Москве попала в поле зрения «голосов» и западной прессы. Это привело к обострению отношений с властями, и осенью, 7 ноября 1980 года, он эмигрировал в США.
Умер 17 октября 2024 года в городе Вашингтон, США.

## Про художника
- «Сейчас трудно сказать, почему именно Саша Ануфриев тогда стал объединительным звеном группы молодых авторов, отказавшихся шагать в ногу с советским официозом. Возможно, этому содействовал его романтичный и экстравагантный характер, бесконечность идей и мобильность их реализации и, конечно же, знаменитая „коммуналка“ на Осипова, 9, где он жил. Его неиссякаемый талант экспериментатора притягивал и очаровывал, заставлял смотреть на простые, казалось бы, вещи, новыми глазами. К этому можно добавить и огромную трудоспособность, упрямую непокорность любому диктату»[3] — Татьяна Василенко, 2002.

## Выставки
- 2002 — «Александр Ануфриев». Галерея «Либерти», Одесса[3].

## Коллекции
- Художественный музей Джейн Ворхиз Зиммерли (Нью-Джерси, США)
- Музей современного искусства Одессы (Одесса, Украина)

## Семья
- Ануфриева, Маргарита (1943—1998) — жена, украинский художник, арт-критик, создатель и первый директор Центра и Музея современного искусства «Тирс».
- Ануфриев, Сергей Александрович (род. 1964) — сын, российский художник, представитель школы Московского концептуализма.